# 团结党 (阿根廷)
团结党（西班牙語：Partido Solidario）是阿根廷的一个中间偏左政党。该党成立于2007年3月23日。该党的意识形态是合作主义、社会主义。该党的主席是Carlos Heller，总书记是Juan Carlos Junio。该党的总部位于布宜诺斯艾利斯。该党是大众阵线和圣保罗论坛的成员。2016年，该党有23786名党员。